# Население Австралии
Население Австралии  — совокупность людей, живущих в Австралии. Около 90 % населения Австралии европейского происхождения. Более 8 % населения азиатского происхождения (преимущественно китайцев, вьетнамцев, филиппинцев и индийцев).
На 22 августа 2011 года население Австралии оценивается в 22 685 143 человека. Австралия является 50-й по населению страной в мире. Население сосредоточено в основном в городских районах и, как ожидается, превысит 30 миллионов к 2030 году.
Население Австралии начало расти с численности около 350 тысяч человек в 1788 году (даты основания первого британского поселения) и позже увеличивалось благодаря многочисленным волнам иммиграции. В настоящее время также в связи с иммиграцией европейская составляющая населения сокращается в процентах, как и во многих других развитых странах мира.
Плотность населения Австралия 3,4 человека на квадратный километр. 89 % её населения проживает в городских районах: Австралия является одной из наиболее урбанизированных стран мира. Средняя продолжительность жизни в Австралии на 2005−2010 годах составляет 81,2 года, что является одной из самых высоких в мире.

## Коренное население
Самые ранние, достоверно известные, сведения о прибытии коренных австралийцев на континент Австралия датируются около 40 000 лет назад. Скорее всего, поселенцы прибыли с Зондских островов и острова Новая Гвинея.
Первые жители Австралии изначально были охотниками-собирателями, которые в течение многих последующих поколений широко расселились по всему континенту и близлежащих островах. Несмотря на то, что их технические навыки оставались довольно примитивными, основанными на применении дерева, кости, каменных орудиях труда и оружии, их духовная и общественная жизнь была весьма сложная. Большинство говорило на нескольких языках, а конфедерации иногда образовывались среди сильно удалённых племенных групп. Плотность коренного населения составляла от одного человека на квадратную милю вдоль побережья, до одного человека на 35 квадратных миль (91 км²) в засушливых внутренних районах. Заготовка продовольствия, как правило, для небольшой семьи, требовала около трёх рабочих дней в неделю. Даже на более плодородном юго-востоке у них не было сельского хозяйства.
Австралия, возможно, была замечена португальскими мореплавателями в 1701 году, и голландские мореплаватели высаживались на недружелюбном побережье современной Западной Австралии несколько раз в течение XVIII века. Капитан Джеймс Кук объявил восточные побережья принадлежащими Королевству Великобритания в 1770 году, также позже закрепилось за Великобританией и западное побережье. Коренного населения в то время, по разным оценкам, было от 315 000 до 750 000, оно принадлежало примерно к 500 племенам, разговаривающим на разных языках. В переписи 2006 года 407 700 респондентов заявили, что они являются аборигенами, 29 512 заявили, что они жители островов пролива Торреса, а еще 17 811 заявили, что они одновременно и аборигены, и островитяне пролива Торреса. После поправки на недоучёт по состоянию на конец июня 2006 года коренное население было оценено в 517 200 человек, что составляет около 2,5 % населения.

## Основная демографическая статистика
Большая часть данных была получена из Справочника ЦРУ по странам мира (CIA World Factbook) и Австралийского бюро статистики.

### Население
Австралийское бюро Статистики
| Год  | Население на 1 июля | Общий прирост | Рост (%) |
| ---- | ------------------- | ------------- | -------- |
| 1971 | 13 067 265          |               |          |
| 1972 | 13 303 664          | 236 399       | 1,78     |
| 1973 | 13 504 538          | 200 874       | 1,49     |
| 1974 | 13 722 571          | 218 033       | 1,59     |
| 1975 | 13 892 995          | 170 424       | 1,23     |
| 1976 | 14 033 083          | 140 088       | 1,00     |
| 1977 | 14 192 234          | 159 151       | 1,12     |
| 1978 | 14 359 255          | 167 021       | 1,16     |
| 1979 | 14 515 729          | 156 474       | 1,08     |
| 1980 | 14 695 356          | 179 627       | 1,22     |
| 1981 | 14 923 260          | 227 904       | 1,53     |
| 1982 | 15 184 247          | 260 987       | 1,72     |
| 1983 | 15 393 472          | 209 225       | 1,36     |
| 1984 | 15 579 391          | 185 919       | 1,19     |
| 1985 | 15 788 312          | 208 921       | 1,32     |
| 1986 | 16 018 350          | 230 038       | 1,44     |
| 1987 | 16 263 874          | 245 524       | 1,51     |
| 1988 | 16 532 164          | 268 290       | 1,62     |
| 1989 | 16 814 416          | 282 252       | 1,68     |
| 1990 | 17 065 128          | 250 712       | 1,47     |
| 1991 | 17 284 036          | 218 908       | 1,27     |
| 1992 | 17 478 635          | 194 599       | 1,11     |
| 1993 | 17 634 808          | 156 173       | 0,89     |
| 1994 | 17 805 468          | 170 660       | 0,96     |
| 1995 | 18 004 882          | 199 414       | 1,11     |
| 1996 | 18 224 767          | 219 885       | 1,21     |
| 1997 | 18 423 037          | 198 270       | 1,08     |
| 1998 | 18 607 584          | 184 547       | 0,99     |
| 1999 | 18 812 264          | 204 680       | 1,09     |
| 2000 | 19 028 802          | 216 538       | 1,14     |
| 2001 | 19 274 701          | 245 899       | 1,28     |
| 2002 | 19 495 210          | 220 509       | 1,13     |
| 2003 | 19 720 737          | 225 527       | 1,14     |
| 2004 | 19 932 722          | 211 985       | 1,06     |
| 2005 | 20 176 844          | 244 122       | 1,21     |
| 2006 | 20 450 966          | 274 122       | 1,34     |
| 2007 | 20 827 622          | 376 656       | 1,81     |
| 2008 | 21 249 199          | 421 577       | 1,98     |
| 2009 | 21 691 653          | 442 454       | 2,04     |
| 2010 | 22 031 750          | 340 097       | 1,54     |
| 2011 | 22 340 024          | 308 274       | 1,38     |
| 2012 | 22 723 904          | 383 880       | 1,69     |
| 2013 | 23 130 932          | 407 027       | 1,76     |
| 2014 | 23 475 686          | 344 754       | 1,46     |
| 2015 | 23 815 995          | 340 309       | 1,42     |
| 2016 | 24 190 907          | 374 912       | 1,55     |
| 2017 | 24 601 860          | 410 953       | 1,67     |
| 2018 | 24 992 369          | 390 509       | 1,56     |
| 2019 | 25 444 104          | 451 735       | 1,77     |

Следующие значения показывают численность постоянного населения Австралии, которые основаны на переписях 2001 и 2006 и других источниках.
27 326 542 (на 16 июля 2025)
21 262 641 (июль 2009 — CIA World Factbook)
21 180 632 (конец декабря 2007 — предварительно)
20 848 760 (конец декабря 2006 — предварительно)
20 544 064 (конец декабря 2005)
20 252 132 (конец декабря 2004)
20 011 882 (конец декабря 2003)
19 770 963 (конец декабря 2002)
19 533 972 (конец декабря 2001)

### Язык
Официальный язык — английский (особый вариант, известный как австралийский английский). По переписи 2001, английский используется как единственный язык домашнего общения примерно 80 % населения. Значительная доля иммигрантов первого и второго поколения говорят на двух языках.
Полагают, что ко времени первых контактов европейцев с австралийскими аборигенами те разговаривали на 200—300 различных языках. К настоящему моменту из них сохранилось лишь около семидесяти, причём примерно пятидесяти угрожает исчезновение. Языки австралийских аборигенов являются основными примерно для 50 тыс. человек (0,02 %).

### Штаты и территории
| Штат / территория                  | Занимаемая площадь (км²) | Население (2016) | Плотность на км² | % населения в столицах |
| Австралийская столичная территория | 2358                     | 406 400          | 172,34           | 99,6 %                 |
| Новый Южный Уэльс                  | 800 642                  | 7 797 800        | 9,73             | 63 %                   |
| Виктория                           | 227 416                  | 6 244 200        | 27,45            | 71 %                   |
| Квинсленд                          | 1 730 648                | 4 883 700        | 2,82             | 46 %                   |
| Южная Австралия                    | 983 482                  | 1 717 000        | 1,74             | 73,5 %                 |
| Западная Австралия                 | 2 529 875                | 2 567 800        | 1,01             | 73,4 %                 |
| Тасмания                           | 68 401                   | 519 100          | 7,58             | 41 %                   |
| Северная территория                | 1 349 129                | 245 000          | 0,18             | 54 %                   |

### Возрастные показатели
0-14 лет: 19,3 %
15-64 лет: 67,5 %
65 лет и старше: 13,2 % (на 2008)
Средний возраст
Всего: 37,3 лет
Мужчины: 36,6 лет
Женщины: 38,1 лет (на 2009)

### Оценка изменения численности населения
На конец июня 2013 скорость роста населения составила 1,76 %. Этот показатель был основан на:
- одно рождение каждые 1 минуту и 41 секунду,
- одна смерть каждые 3 минуты и 32 секунды,
- прирост на одного человека за счёт иммиграции происходит каждые 2 минуты и 10 секунд,
- общий прирост населения на одного человека происходит каждые 1 минуту и 18 секунд.

В 2012 году демографическая динамика была такой:
- Рождаемость — 309 582 рождений, 13,38 рождений/1000 человек
- Смертность — 147 098 смертей 6,36 смертей/1000 человек
- Естественный прирост —  +162 484 человек, 7,02 человек/1000 человек.
- Сальдо миграции — 244 543 мигранта, 10,57 мигрантов/1000 человек.

Австралийское бюро Статистики
Во время создания Австралийской Федерации в 1901 году коэффициент естественного прироста составлял 14,9 человек на 1000 населения. Вырос до пика 17,4 на тыс. человек населения за годы 1912, 1913 и 1914 гг. Во время Великой депрессии снизился до самого низкого уровня 7,1 на тыс. населения в 1934 и 1935 году. Сразу после Второй мировой войны скорость прироста резко возросла в результате в начала бэби-бума и иммиграции. Стабилизация скорости прироста произошла с 1946 по 1962 год и составила до 13,0 человек на 1000 населения.
С 1962 года происходит медленное уменьшение коэффициента рождаемости. В 1971 году коэффициент естественного прироста составил 12,7 человек на 1000 населения, через десять лет он снизился до 8,5. В 1996 году впервые коэффициент естественного прироста упал ниже 7, и эта тенденция продолжается с конца 1990-х. Демографические прогнозы Австралийского бюро статистики показывают, что продолжение низкой рождаемости в сочетании с увеличением смертности от старения населения, приведёт к отрицательному коэффициенту прироста населения где-то в середине 2030-х годов. Однако в 2006 году суммарный коэффициент рождаемости поднялся до 1,81, одного из самых высоких показателей в ОЭСР, вероятно, в результате федеральных правительственных кампаний по увеличению рождаемости.
С 1901 года общий коэффициент смертности снизился с около 12,2 смертей на 1000 человек до 6,4 случаев на 1000 человек в 2006 году.

### Урбанизация
Урбанизация населения: 89 % от общей численности (2008)
Темп урбанизации: 1,2 % ежегодный прирост (2005—2010)

### Соотношение мужчин и женщин
При рождении: 1,1 м./ж.
До 15 лет: 1,05 м./ж.
15 – 64 лет: 1,03 м./ж.
65 лет и старше: 0,84 м./ж.
Общее по населению: 1 м./ж. (2009).

### Коэффициент младенческой смертности
Общее: 4,75 смертей/1000 новорождённых.
Место в мире: 196.
Мальчики: 5,08 смертей/1000 новорождённых.
Девочки: 4,4 смертей/1000 новорождённых (на 2009).

### Ожидаемая продолжительность жизни при рождении
На период 2020-2022, согласно данным Австралийского бюро статистики:
Общая: 83,2 лет.
Место в мире: 9 (согласно данным ООН на 2022 год)
Мужчины: 81,2 лет.
Женщины: 85,3 лет.

### Суммарный коэффициент рождаемости
1,969 рождений/женщину (2008).
Место в мире: 159.

### Страны происхождения
По данным Австралийского бюро статистики, в середине 2006 года было 4 956 863 жителя, которые родились за пределами Австралии, что составляет 24 % от общей численности населения. Австралийское местное население включает в себя людей, родившихся в следующих странах:
| Данные взяты из Австралийского бюро статистики | Данные взяты из Австралийского бюро статистики |
| Страна рождения                                | Прибл. число резидентов                        |
| ---------------------------------------------- | ---------------------------------------------- |
| Великобритания                                 | 1 153 264                                      |
| Новая Зеландия                                 | 476 719                                        |
| Италия                                         | 220 469                                        |
| Китай (без САР КНР и провинции Тайвань )       | 203 143                                        |
| Вьетнам                                        | 180 352                                        |
| Индия                                          | 153 579                                        |
| Филиппины                                      | 135 619                                        |
| Греция                                         | 125 849                                        |
| ЮАР                                            | 118 816                                        |
| Германия                                       | 114 921                                        |
| Малайзия                                       | 103 947                                        |
| Нидерланды                                     | 86 950                                         |
| Ливан                                          | 86 599                                         |
| Гонконг (САР КНР)                              | 76 303                                         |
| Шри-Ланка                                      | 70 908                                         |
| Сербия и Черногория                            | 68 879                                         |
| Индонезия                                      | 67 952                                         |
| США                                            | 64 832                                         |
| Польша                                         | 59 221                                         |
| Фиджи                                          | 58 815                                         |
| Ирландия                                       | 57 338                                         |
| Хорватия                                       | 56 540                                         |
| Сингапур                                       | 49 819                                         |
| Республика Корея                               | 49 141                                         |
| Мальта                                         | 48 978                                         |
| Северная Македония                             | 48 577                                         |
| Ирак                                           | 40 400                                         |
| Египет                                         | 38 782                                         |
| Турция                                         | 37 556                                         |
| Канада                                         | 33 198                                         |
| Таиланд                                        | 32 747                                         |
| Китайская Республика                           | 31 258                                         |
| Япония                                         | 29 469                                         |
| Судан                                          | 29 282                                         |
| Камбоджа                                       | 28 175                                         |
| Босния и Герцеговина                           | 27 328                                         |
| Папуа — Новая Гвинея                           | 26 302                                         |
| Чили                                           | 26 204                                         |
| Иран                                           | 25 659                                         |
| Венгрия                                        | 23 065                                         |
| Россия                                         | 21 436                                         |
| Кипр                                           | 21 149                                         |
| Зимбабве                                       | 21 142                                         |
| Афганистан                                     | 21 140                                         |
| Австрия                                        | 20 214                                         |
| Франция                                        | 20 054                                         |
| Пакистан                                       | 19 768                                         |
| Маврикий                                       | 19 375                                         |
| Самоа                                          | 17 822                                         |
| Португалия                                     | 17 382                                         |

Для более подробной информации по иммиграции см. иммиграция в Австралию.

### Происхождение и национальность
На протяжении многих поколений подавляющее большинство как поселенцев колониальной эпохи, так и пост-федеративных иммигрантов прибыли из Великобритании и Ирландии, хотя золотая лихорадка также привлекла мигрантов и из других стран. С конца Второй мировой войны население Австралии увеличилось более чем вдвое, чему способствовала крупномасштабная европейская иммиграция в течение послевоенных десятилетий. Политика Белой Австралии ставила целью не допускать в Австралию людей неевропейской внешности.
Отмена политики Белой Австралии в середине 1970-х годов привела к значительному увеличению неевропейской иммиграции, в основном из Азии и Ближнего Востока. Около 90 % населения Австралии европейского происхождения. Более 8 % населения азиатского происхождения (преимущественно китайцев, вьетнамцев, филиппинцев и индийцев). Мигранты из Африки включают маврикийцев. Общая численность коренного населения оценочно составляет около 520 000 лиц, в том числе людей смешанного происхождения. Население штата Квинсленд также включает в себя потомков островитян южного моря, которые были взяты в рабство в XIX веке. 
В Австралийской переписи 2006 года жителей попросили указать свою национальность, в которой могут присутствовать до двух национальностей. Пропорционально к австралийской численности постоянного населения, наиболее часто ответы были:

| - Австралийцы (31,13 %) - Англичане (29,65 %) - Ирландцы (9,08 %) - Шотландцы (7,16 %) - Итальянцы (4,29 %) - Немцы (4,09 %) - Китайцы (3,37 %) - Греки (1,84 %) - Голландцы (1,56 %) - Индусы (1,17 %) | - Ливанцы (0,92 %) - Армяне (0,82 %) - Новозеландцы (0,81 %) - Филиппинцы (0,81 %) - Мальтийцы (0,77 %) - Хорваты (0,59 %) - Австралийские аборигены (0,58 %) - Валлийцы (0,57 %) - Сербы (0,48 %) - Индонезийцы (0,47 %) | - Испанцы (0,42 %) - Македонцы (0,42 %) - Сингалы (0,37 %) - Американцы (0,28 %) - Французы (0,5 %) - Южноафриканцы (0,4 %) - Венгры (0,3 %) - Русские (0,3 %) - Турки (0,3 %) |

По переписи 2006 года 455 026 человек (или 2,3 % от общего населения Австралии) сообщили, что они — аборигены и/или жители островов пролива Торреса.
По состоянию на 2019 год, по оценкам ООН, в Австралии проживало 7 549 270 иммигрантов и их потомков, или 30% населения страны.

### Религиозный состав
Австралия является многоконфессиональной страной и не имеет официальной религии.
Христианство является преобладающей верой Австралии. По данным переписи 2006 года, крупнейшим по численности вероисповеданием является католицизм, к которому принадлежат 25,8 % населения. Следующей крупной конфессией является англиканство, которого придерживается 18,7 % населения. Приверженцы других христианских конфессий составляют 19,4 % населения. Это методисты, пятидесятники (в том числе из Ассамблеи Бога — 200 тыс. верующих), пресвитериане, адвентисты, последователи Армии Спасения.
Религиозные меньшинства Австралии исповедуют буддизм (2,1 % населения), ислам (1,7 %), индуизм (0,7 %) и иудаизм (0,4 %). 2 % населения заявили, что придерживаются других религий, которые включают в себя сикхизм и коренные верования. 18,7 % заявили, что не придерживаются никакой религии, 11,2 % воздержались.
Австралийское бюро статистики при переписи 2001 года выступило с заявлением о цели сбора информации о религиозной принадлежности граждан:
Данные о религиозной принадлежности используются для таких целей, как планирование обучения в учебных заведениях, уход за престарелыми и другие социальные услуги, предоставляемые религиозной организацией; место церковных зданий, назначение священников в больницы, тюрьмы, вооруженные силы и университеты; распределение времени на общественном радио и других средствах массовой информации и социологических исследований.
Как и во многих западных странах, уровень активного участия в церковных богослужениях ниже, чем было указано гражданами, идентифицирующими себя как христианские. Еженедельное посещение церковных служб составляет около 1,5 млн человек, или около 7,5 % населения. При этом, вычислив 7,5% от 24 512 108 человек, мы получим другую цифру: около 1,84 млн. человек. Христианские благотворительные организации, больницы и школы играют важную роль в социальных и образовательных услугах. Система католического образования является вторым по величине сектором после государственных школ, с более чем 650 000 обучающихся (и около 21 процентов всех средних школ и учебных заведений). Англиканская церковь воспитывает около 105 000 школьников. Объединенная церковь имеет 48 школ.

## Исторические оценки численности
Обратите внимание, что оценки численности населения в приведенной ниже таблице не включают коренного населения Австралии до 1961. Оценки количества коренного населения европейскими поселенцами охватывает диапазон с 300 000 до одного миллиона человек, археологические находки указывают на численность порядка 750 000.
| Историческая численность (Приблизительно) | Историческая численность (Приблизительно) |
| Год                                       | Коренное население                        |
| ----------------------------------------- | ----------------------------------------- |
| до 1788                                   | от 750 000 до 1 000 000                   |
| Год                                       | Не коренное население                     |
| 1788                                      | 8590                                      |
| 1798                                      | 45880                                     |
| 1808                                      | 10 2630                                   |
| 1818                                      | 25 8590                                   |
| 1828                                      | 58 1970                                   |
| 1838                                      | 151 8680                                  |
| 1848                                      | 332 3280                                  |
| 1858                                      | 1 050 8280                                |
| 1868                                      | 1 539 5520                                |
| 1878                                      | 2 092 1640                                |
| 1888                                      | 2 981 6770                                |
| 1898                                      | 3 664 7150                                |
| Год                                       | Общая численность                         |
| 1901                                      | 3 788 1230                                |
| 1906                                      | 4 059 0830                                |
| 1911                                      | 4 489 5450                                |
| 1916                                      | 4 943 1730                                |
| 1921                                      | 5 455 1360                                |
| 1926                                      | 6 056 3600                                |
| 1931                                      | 6 526 4850                                |
| 1936                                      | 6 778 3720                                |
| 1941                                      | 7 109 8980                                |
| 1946                                      | 7 465 1570                                |
| 1951                                      | 8 421 7750                                |
| 1956                                      | 9 425 5630                                |
| 1961                                      | 10 548 2670                               |
| 1966                                      | 11 599 4980                               |
| 1971                                      | 13 067 2650                               |
| 1976                                      | 14 033 0830                               |
| 1981                                      | 14 923 2600                               |
| 1986                                      | 16 018 3500                               |
| 1991                                      | 17 284 0360                               |
| 1996                                      | 18 310 7140                               |
| 2001                                      | 19 413 2400                               |
| 2006                                      | 20 848 7600                               |
| 2012                                      | 22 736 8040                               |